# Římskokatolická farnost Mikulov
Římskokatolická farnost Mikulov (lat. Niclasberga) je církevní správní jednotka sdružující římské katolíky na území obce Mikulov a v jejím okolí. Organizačně spadá do teplického vikariátu, který je jedním z 10 vikariátů litoměřické diecéze.

## Historie farnosti
Fara v Mikulově existovala již před rokem 1552. Od roku 1784 jsou vedeny matriky. Kanonicky byla farnost obnovena roku 1858.

### Duchovní správcové vedoucí farnost

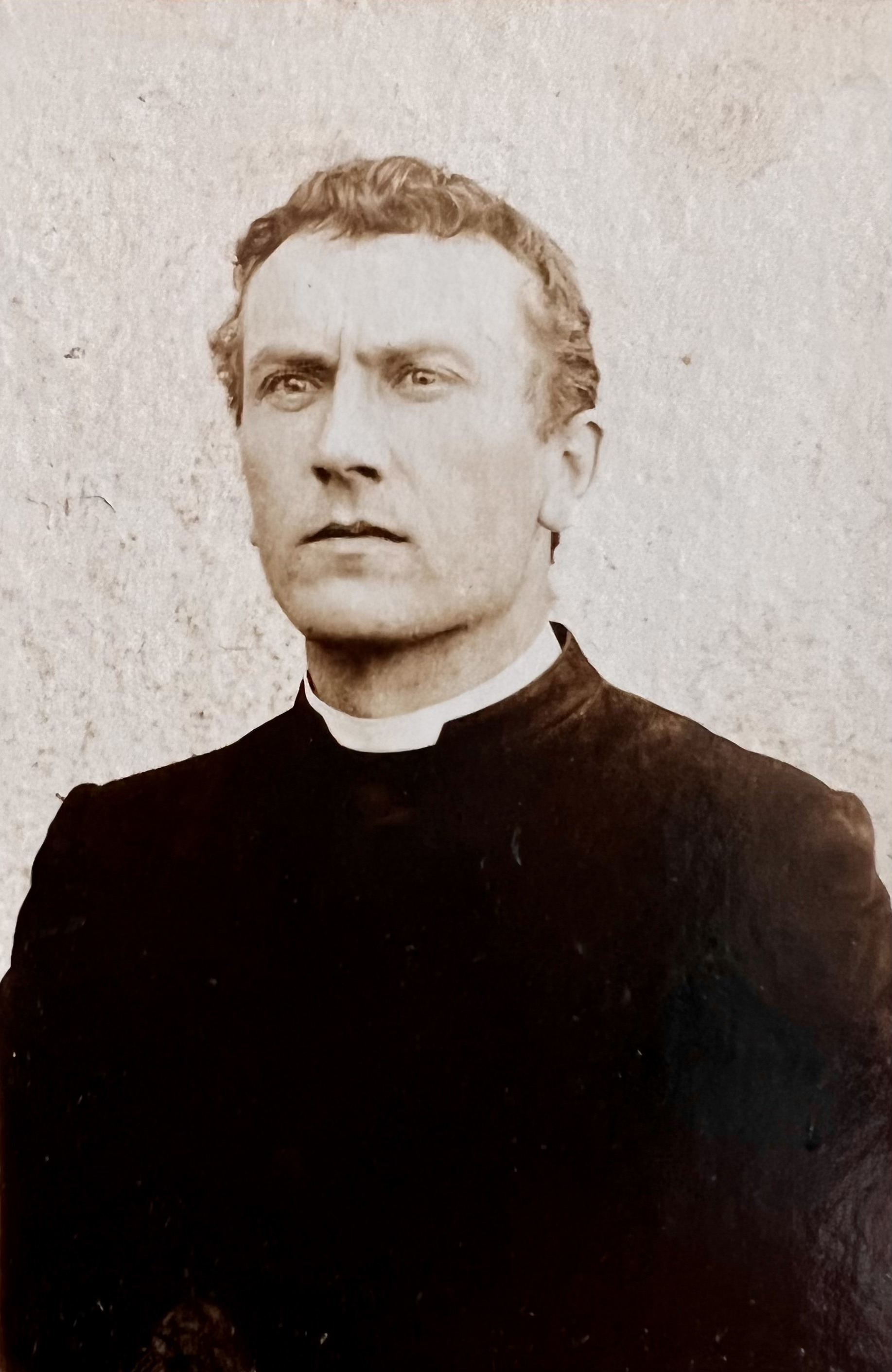
R.D. Josef Hubáček, farář v r. 1905

Začátek působnosti jmenovaného v duchovní správě farnosti od:
- 1787   capellanus localis Anton. Leonard, n. 26. 5. 1757 Žežice, o. 21. 12. 1780, † 28. 11. 1824
- 1794   cap. loc. Anton. Kumpf, † 2. 6. 1814
- 1799   cap. loc. Jos. Mildner, n. 1. 7. 1754 Chomutov, o. 23. 12. 1779, † 15. 10. 1827
- 1804   cap. loc. vacat
- 1805   chybí katalog
- 1806   cap. loc. Jos. Mildner, n. 1. 7. 1754 Chomutov, o. 23. 12. 1779, † 15. 10. 1827
- 1810   cap. loc. Anton. Fahry, n. 25. 9. 1777 Bílina, o. 7. 9. 1802, † 24. 9. 1844
- 1812   cap. loc. Aug. Griesel, n. 5. 9. 1780 Údlice, o. 8. 9. 1804 † 24. 12. 1857
- 1820   cap. loc. vacat
- 1821   cap. loc. Jos. Dobiasch, n. 28. 10. 1784 Radovesice, o. 30. 8. 1808, † 25. 8. 1832
- 1829   cap. loc. vacat
- 1831   cap. loc. Anton. Schnirl, n. 10. 8. 1784 Saluschicens., o. 1. 4. 1813, † 24. 8. 1861
- 1834   cap. loc. Jos. Fiala, n. 26. 3. 1790 Budinens., o. 27. 12. 1814
- 1842   cap. loc. Wenc. Klee, n. 11. 11. 1794 Ervěnice, o. 24. 8. 1819, † 6. 10. 1866
- 1852   cap. loc.  Anton. Jakowetz, n. 30. 11. 1813 Libschic., o. 3. 8. 1838, † 23. 10. 1898
- 1859   místo faráře uprázdněno (paroecia vacat), interkalární administrátor Vinc. John
- 1860   proto-par. Jos. Boehm, n. 10. 3. 1819 Radonitz, o. 25. 7. 1843, † 24. 2. 1892
- 1868   par. vacat, admin. int. Robert. Schors
- 1869   Joann. Nep. Mann, n. 17. 5. 1817 Chomutov, o. 15. 11. 1842, † 5. 3. 1901
- 1877   Bernard Jahn, n. 8. 12. 1840 Deuzendorf, o. 30. 6. 1864, † 5. 7. 1918
- 1889   par. vacat
- 1890   Jos. Horner, n. 22. 9. 1844 Pontens., o. 20. 7. 1869, † 27. 1. 1934
- 1903   par. vacat, admin. interc. Josef Hubáček
- 1904   Josef Hubáček, n. 9. 2. 1867 Líny, o. 24. 5. 1891
- 1910   Frid. Uhlmann, n. 29. 10. 1877 Iserlohn (G), o. 14. 7. 1904, † 2. 12. 1935
- 1912   par. vacat, admin. interc. Anton. Hausmann
- 1913   Anton. Hausmann, n. 30. 1. 1880 Niederullersdorf, o. 15. 7. 1906, † 7. 10. 1932
- 1915   Franc. Vencl, n. 2. 1. 1881 Javornice, o. 15. 7. 1906, † 22. 8. 1944
- 1. 9.  1922 Fred. Renger, n. 23. 7. 1890 Aussig, o. 7. 9. 1913, † 22. 4. 1977
- 1. 9.  1948 Josef Novosad, SDB
- 1. 3.  1951 Oldřich Vinduška
- 1. 5.  1962  Štefan Sivák
- 22. 2. 1963 Antonín Pospíšil
- 1. 6.  1963 Jaroslav Novosad
- 1. 2.  1969 Ferdinand Plhal, SDB
- 1. 8.  1970 Jaroslav Novosad
- 1. 4.  1994 Milan Matfiak
- 1. 6. 1999  Josef Hurt
- 1. 7.  2001 Štefan Pilarčík, admin. exc. z farnosti Duchcov, od 1. 9. 2017 z farnosti Hrob
- 6. 11. 2020 Michael-Philipp Irmer, admin. exc. z Mariánských Radčic
  - 4. 7. 2021 Christopher Cantzen, farní vikář[3]

Kromě kněží stojících v čele farnosti, působili ve farnosti v průběhu její historie i jiní kněží. Většinou pracovali jako farní vikáři, kaplani, katecheté, výpomocní duchovní aj.

## Území farnosti
Do farnosti náleží území obce:
- Mikulov (Niklasberg)[p 2]
- Nové Město (Neustadt)[p 2]

## Římskokatolické sakrální stavby a místa kultu na území farnosti
| | Fotografie | Stavba              | Místo   | Bohoslužby                      | Zeměpisné souřadnice             | Status       | Číslo kulturní památky                       |
| Kostel | Kostel     | Kostel              | Kostel  | Kostel                          | Kostel                           | Kostel       | Kostel                                       |
| --- | ---------- | ------------------- | ------- | ------------------------------- | -------------------------------- | ------------ | -------------------------------------------- |
| 1. |            | Kostel sv. Mikuláše | Mikulov | bližší informace o bohoslužbách | 50°41′16″ s. š., 13°43′22″ v. d. | farní kostel | 51690/5-5933 (Pk•MIS•Sez•Obr•WD) (Q24282812) |
| Některé drobné sakrální stavby a pamětihodnosti lze dohledat zde v databázi Drobné sakrální památky Zaniklé sakrální stavby lze dohledat zde v databázi Poškozené a zničené kostely, kaple a synagogy v České republice |            |                     |         |                                 |                                  |              |                                              |

Ve farnosti se mohou nacházet i další drobné sakrální stavby, místa římskokatolického kultu a pamětihodnosti, které neobsahuje tato tabulka.

## Příslušnost k farnímu obvodu
Z důvodu efektivity duchovní správy byl vytvořen farní obvod (kolatura) farnosti Hrob, jehož součástí je i farnost Mikulov, která je tak spravována excurrendo.